# Іллірійський заказник
Іллірійський — один з об'єктів природно-заповідного фонду Луганської області, загальнозоологічний заказник місцевого значення.

## Розташування
Загальнозоологічний заказник розташований між селами Іллірія і Західне в Лутугинському районі Луганської області. Координати: 48° 22' 33" північної широти, 39° 00' 49" східної довготи .

## Історія
Загальнозоологічний заказник місцевого значення «Іллірійський» оголошений рішенням Луганської обласної ради народних депутатів № 4/19 від 15 грудня 1998 року. Первісна площа заказника становила 2 667,7219 га. Рішенням Луганської обласної ради від 31 серпня 2011 р. N 6/43 його площа була збільшена до 2 846,5408 га. У другому кварталі 2013 р. площа його території була збільшена ще на 228,03 га.
Під час російської збройної агресії проти України (2014–2015), користуючись режимом окупації, відсутності контролюючих органів, різні особи розпочали використання природних ресурсів на території заказника. Екологи виявили на цьому природохоронному об'єкті разом з іншими на Луганщині великі копанки, які являють собою великі відкриті кар'єри, розміром до десятків гектарів, що використовуються несанкціоновано для видобування вугілля.

## Загальна характеристика
Загальнозоологічний заказник «Іллірійський» являє собою типову лісостепову ділянку Донецького кряжа, яка розташована в міжріччі Вільхівки і її притоки Сухої Вільхівки.
Південно-східна межа заказника проходить руслом річки Суха Вільхівка і залізницею, з півночі природоохоронна територія також обмежена залізницею.
Рельєф увалисто-горбистий, місцями платовидний, глибоко розчленуваний ярами і балками, серед яких найбільшою є балка Західна.
Ґрунти — чорноземи звичайні на щільних безкарбонатних породах кам'яновугільного періоду, щебенюваті та еродовані.
Переважна частина території заказника складається з цілинних пасовищ, на яких добре збереглися ковилові угруповання. Наявні також орні землі, полезахисні лісосмуги, природні лісові масиви, зарості чагарників, сіножаті, кам'янисті землі.

## Ландшафтний склад
Степи — 82%,

умовно-природні ліси — 4%,

штучні ліси — 5%,

водойми — 0%,

орні землі — 81%,

населені пункти — 1%.

## Тваринний світ
Заказник характеризується великим видовим різноманіттям фауни, що потребує збереження і відновлення.
Дуже багатою є степова орнітофауна заказника. Тут мешкають вівсянки звичайна і садова, коноплянка, жайворонки польовий і малий, гуска сіра, куріпка сіра, перепілка звичайна, фазан, дрохва, хохітва, лежень, дерихвіст степовий, голуб сизий.
Із ссавців у заказнику мешкають: заєць-русак, лисиця звичайна, кріт звичайний, вивірка звичайна, вовк, єнот уссурійський, куниця кам'яна, тхір звичайний, перегузня звичайна, видра звичайна, свиня дика, сарна.

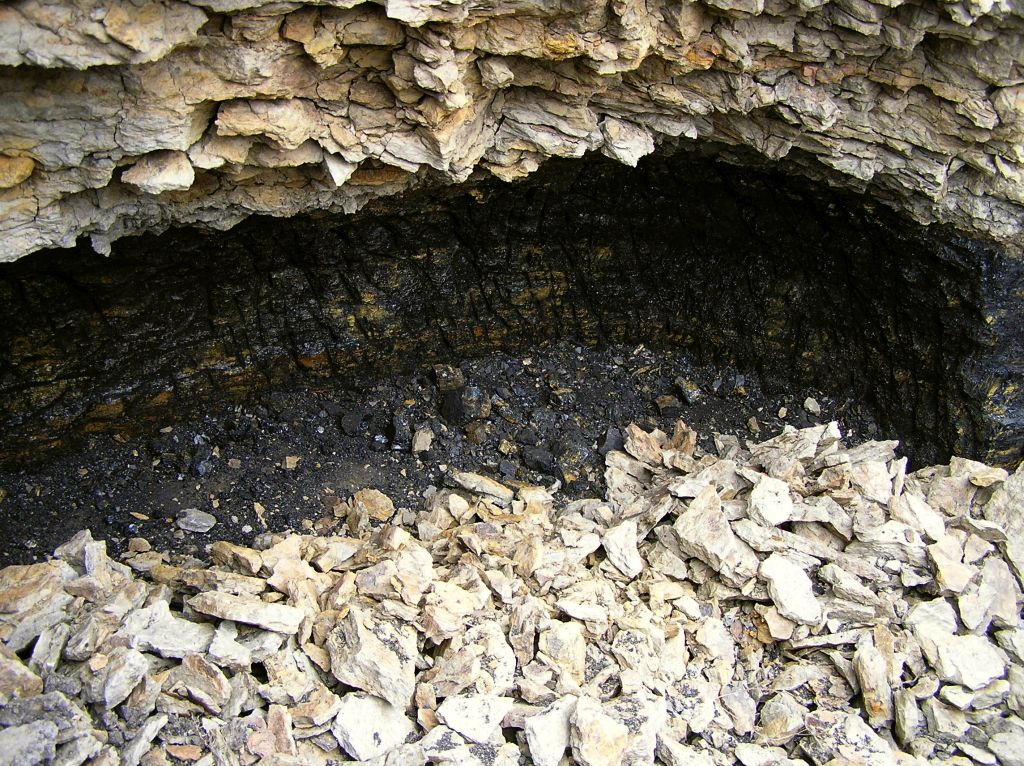
копанки у заповіднику
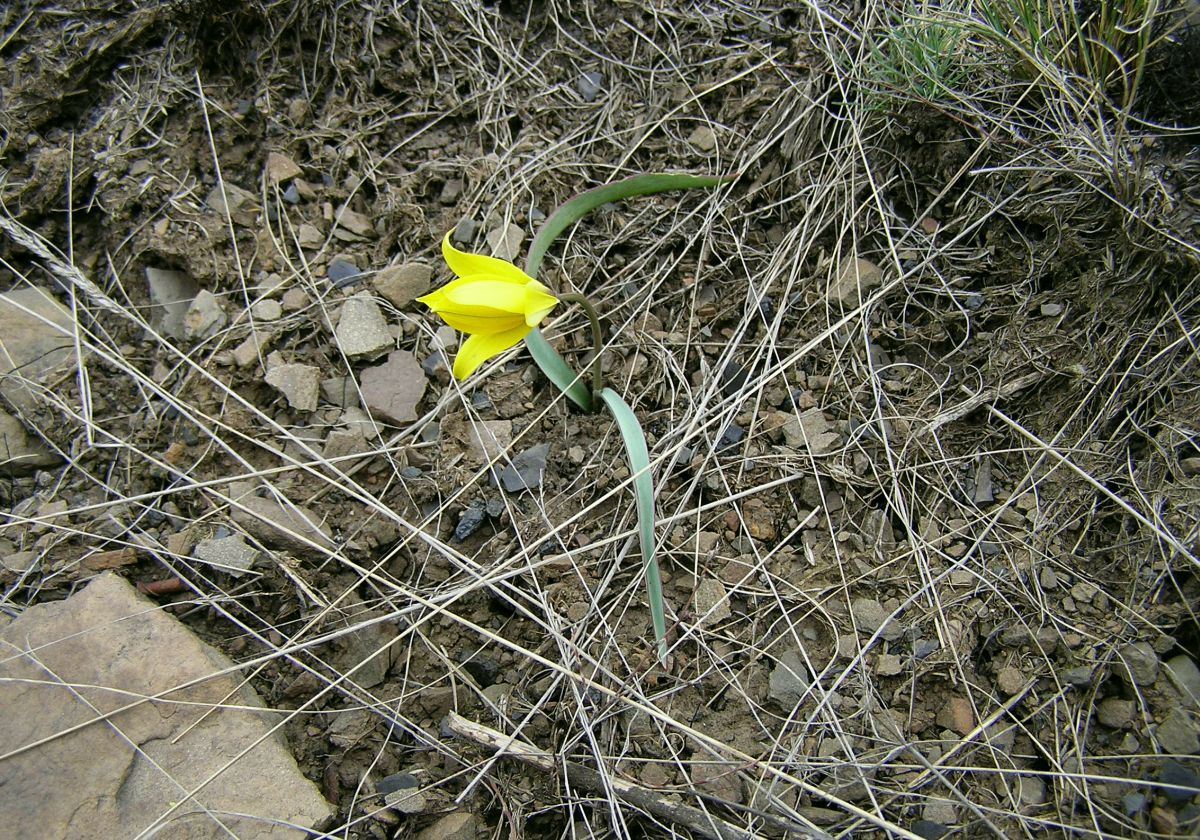
тюльпан бузький
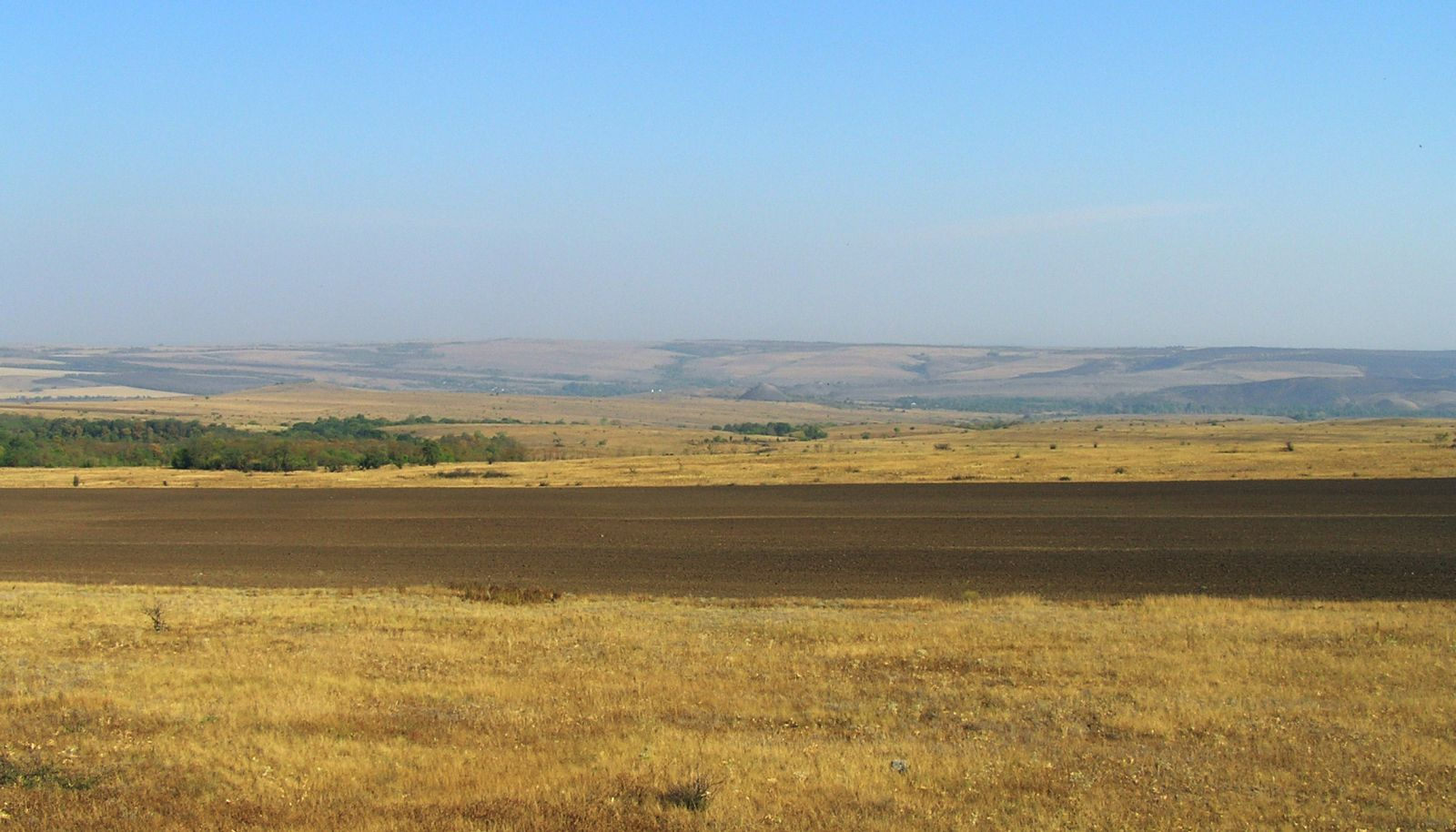
вид від вододілу